# 瓦爾特P38手槍
瓦爾特P38（德語：Walther P38）是由德國瓦爾特武器公司在1930年代為德意志國防軍研製的一種9毫米口徑半自動手槍，此槍在二戰期間被廣泛採用。儘管該槍的出現原先是為了取代成本昂貴的魯格P08手槍，然而直到二戰結束時也沒有完全取代。

## 發展
最初提交給軍方是一種使用閉鎖式槍膛和內置式擊鎚的手槍。但由於德國陸軍要求此槍必須具備外露擊鎚，故此槍被重新設計。
P38的概念於1938年被德國軍方採納，然而其樣槍卻在1939年末才正式投入生產。其後，瓦爾特公司開始在位於采拉-梅利斯的工廠生產這些「試驗型」手槍，這些手槍的序編號均是「0」字開頭的。而第三系列手槍則根據德國陸軍的要求解決了沒有外露擊鎚的問題，並在1940年中期投入大規模生產。
瓦爾特公司後來更推出了發射.45 ACP和.38 Super兩種彈藥的測試型，儘管這些型號並沒有投產。另外除了使用9×19公釐帕拉貝倫彈的版本外，使用7.65×21毫米和.22 LR的版本也被生產出來並出售。

## 設計

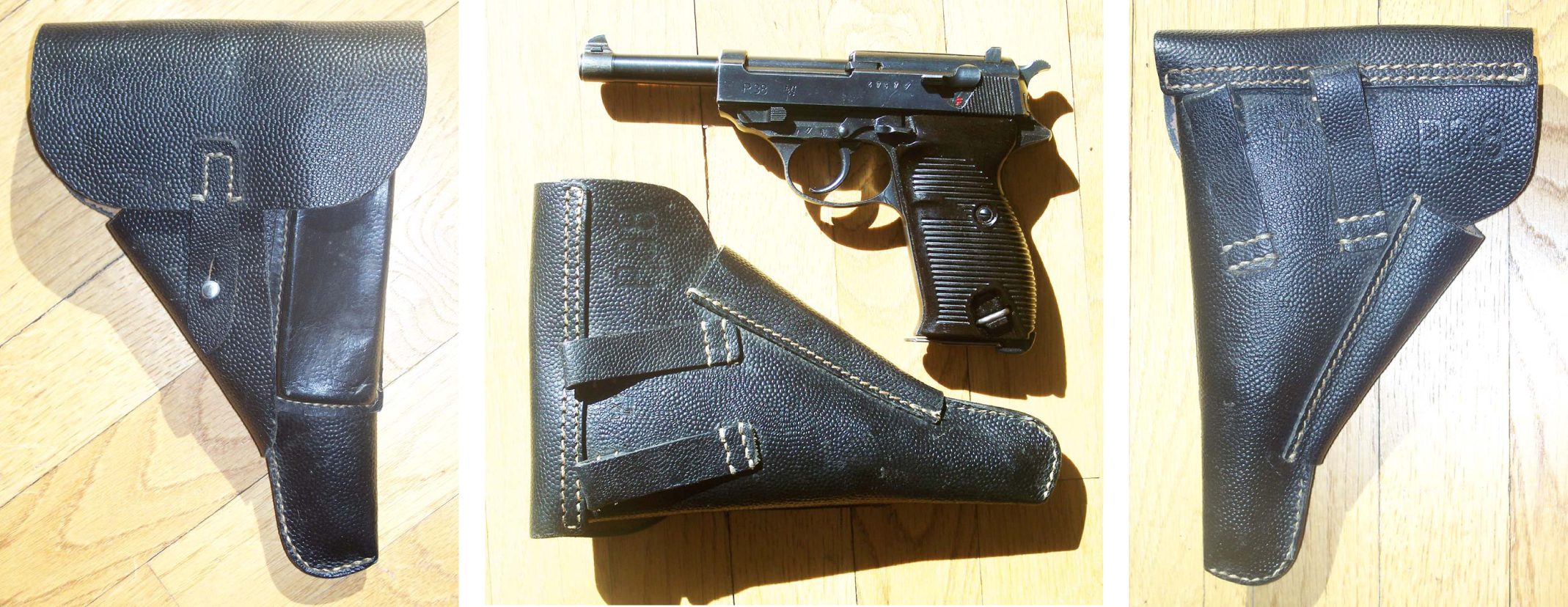
由毛瑟公司生產的P38與槍套

從工程角度來看，多種現代半自動手槍均運用了與瓦爾特P38類似的設計特點，當中包括了義大利的貝瑞塔92手槍。
瓦爾特P38為史上第一種同時採用閉鎖式槍膛和待擊解脫設計的手槍。射手能夠預先在膛室內裝入一發子彈，並以待擊解脫桿把擊鎚退回到半待擊狀態。在雙動模式時，膛室內有一發子彈的情況下，射手只需扣動扳機就能開火，但打第一槍的時候所需的扳機壓力會較大，因為扣扳機的同時會扳起擊鎚。而隨後的射擊則會透過其作動機制的偱環而完成推彈入膛，拋殼和扳起擊鎚的步驟。這種機制在當今許多的半自動手槍都能找到。除此之外，P38的滑套後端有著與瓦爾特PP手槍一樣的上膛指示器，這是為了提醒射手膛室內有子彈。
最初生產的P38使用木製握把護片，而後來的版本則使用膠木護片。

## 衍生型

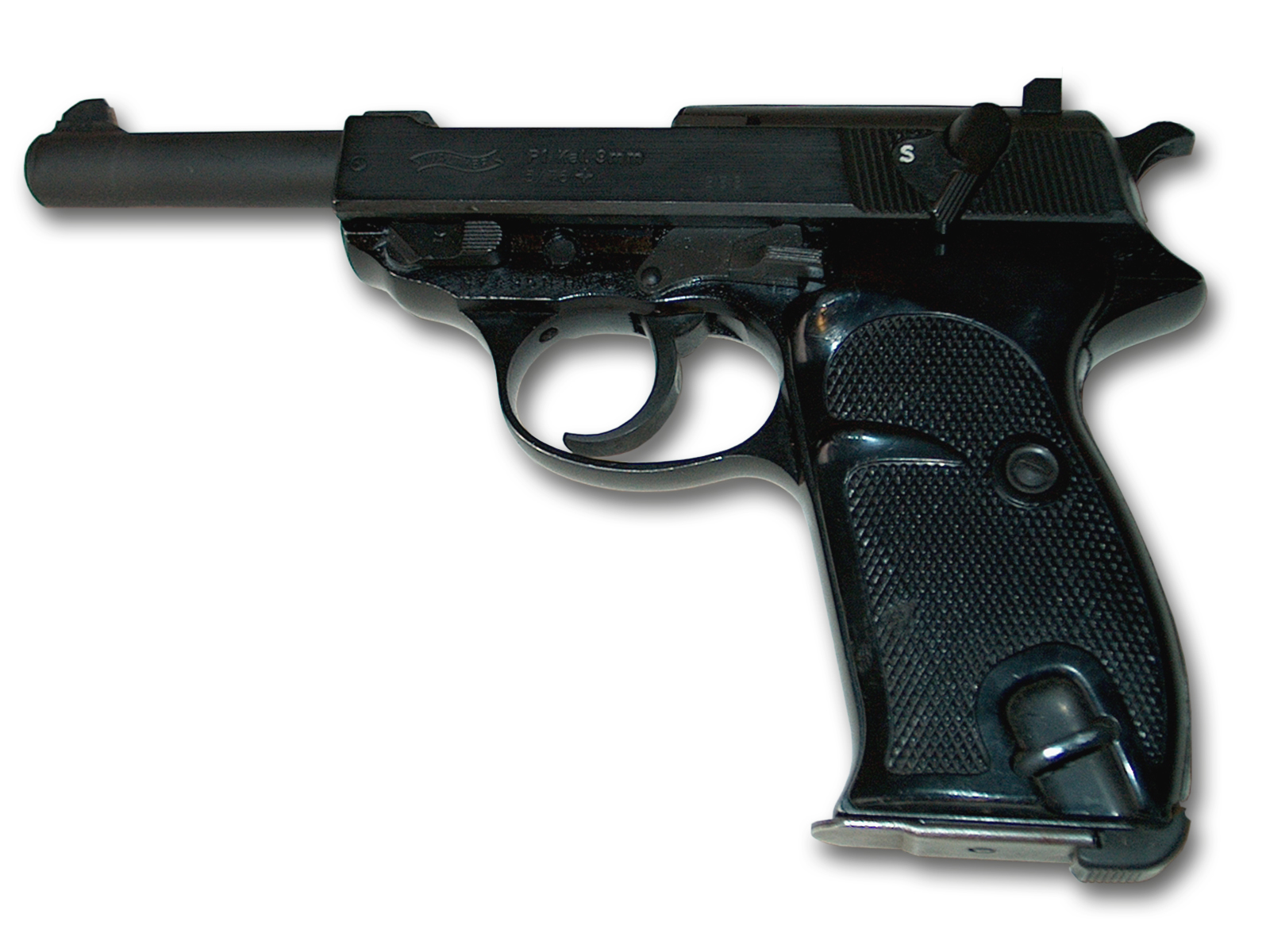
P1手槍

瓦爾特P38於1938—1963年期間生產，但在1945—1957年期間卻暫停了生產。後來因西德需要重建其軍隊，瓦爾特公司便重新生產P38，以滿足德國聯邦國防軍的需求。第一批手槍於1957年交付給軍方，意味著P38將再一次成為德軍的制式手槍，並一直服役到1963年才被取代。
在1963年，瓦爾特公司推出了一種稱為P1的衍生型，它在推出後隨即成為德軍的制式手槍，並取代了較舊的版本。此槍的滑套上刻有P1的字眼，並以鋁製底把取代了原本的鋼製底把。而後來的版本更在扳機護圈上方增加了一顆六角螺栓以使武器變得更為堅固。
在1990年，德國聯邦國防軍開始以更現代化的HK P8手槍逐步取代P1，剩餘的P1亦於2004年被完全取代。
另外，瓦爾特P38還有一種稱作P4的衍生型。該版本於1970年代研製，並被萊茵蘭-普法爾茨州和巴登-符騰堡州以及南非的警方所採用。

## 使用國家
- 阿富汗伊斯兰共和国：由德國捐贈。
  - 阿富汗國家警察（英语：Afghan National Police）
- 阿富汗伊斯蘭酋長國
- 阿尔及利亚
- 安哥拉
- 阿根廷
- 奥地利[2]
- 比利时
- 巴西
- 柬埔寨
- 加拿大
- [2]
- 智利
  - 智利軍隊[3]
- 古巴
- 丹麦
- 埃及
- 芬兰
  - 芬蘭國防軍：已退役[4]。
- 法國
  - 法國武裝部隊：已退役[1]。
- 納粹德國
  - 德意志國防軍：從1938年使用至戰敗投降[3]。
- 东德
- 德国[2]
  - 德國聯邦國防軍：已退役。
- 匈牙利王國
- 印度尼西亞
- 伊拉克库尔德斯坦
  - 佩什梅格
- 義大利王國
- 黎巴嫩[2]
- 墨西哥
- 莫桑比克[2]
- 荷蘭
- 北馬其頓[2]
- 挪威
  - 挪威國防軍：已退役[5]。
- 巴基斯坦[2]
- 巴拿马
- 菲律賓
- 波蘭
- 葡萄牙
  - 葡萄牙軍隊[3]
- 南非
- 苏联：二戰期間大量從軸心國部隊繳獲。
- 瑞典
- 瑞士
- 泰國
- 乌克兰
- 乌拉圭
- 委內瑞拉
- 越南
- 南斯拉夫社會主義聯邦共和國

## 流行文化

### 動畫
- 《魯邦三世》：为主角魯邦所用的愛槍
- 《变形金刚》：威震天变形后的形态即为一把加装折叠枪托与瞄准镜的瓦尔特P38，在机器人形态下瞄准镜变为手上的融合炮
- 《終末的伊澤塔》：被日耳曼尼亞帝國軍所使用。
- 《城市獵人》：動畫原創角色"羅伯特"的愛槍，羅伯特被獠殺死後由獠收藏，後交給了其女友。
- 《青春x機關槍》：為主角立花螢的愛槍。

### 漫畫
- 《蝙蝠俠：漫長的萬聖節》—為.22 LR版本，被節日殺手所使用，並以奶嘴當作消音器。

### 電子遊戲
- 《戰地風雲1942》
- 《英雄與將軍》：為德軍玩家可以擁有的第四把手槍。
- 《決勝時刻：戰爭世界》：戰役模式中由德意志國防軍所使用，多人模式中為所有陣營的解鎖武器。奇怪的是重新裝填動作與真槍有所出入（真槍的彈匣釋放鈕在握把底部）。
- ：只於多人模式中登場，命名為“9mm SAP”（9毫米半自動手槍）。
- ：命名為“P38手槍”，聯機模式中為所有兵種通用配槍，也是玩家的起始武器之一。
- 《少女前線》：萌擬人化的少女戰術人形。以P38的名稱登場。
- 《戰地風雲2042》：作為戰地風雲入口的武器登場。
- 《Fate/Grand Order》：五星卡牌角色特斯卡特利波卡所使用的武器是一把经过改造，加装了斧柄和斧刃的瓦尔特P38手枪。
- 《蔚藍檔案》：棗伊呂波的固有武器「萬魔殿制式手槍」原型。
- 《應徵入伍》：德軍手槍欄位的可裝備武器，使用750銀幣可購買。

### 電影
- 《北越歸來3》：夸克將軍的配槍，夸克使用這把槍殺害了主角巴洛克上校的妻子琳。
- 《近在咫尺》： So Weit Das Meer(2019) 電影中所使用的凶器。
- 《神鬼傳奇3》：瑞克‧歐康納之子亞歷山大‧歐康納的隨身配槍